# Lasiodiscus pervillei
Lasiodiscus pervillei är en brakvedsväxtart. Lasiodiscus pervillei ingår i släktet Lasiodiscus och familjen brakvedsväxter.

## Underarter
Arten delas in i följande underarter:
- L. p. ferrugineus
- L. p. pervillei